# Ibirapitanga
Ibirapitanga là một đô thị thuộc bang Bahia, Brasil. Đô thị này có diện tích 470,264 km², dân số năm 2007 là 18190 người, mật độ 40 người/km².